# 貢璧
貢璧（15世紀—15世紀），字廷器，南直隸寧國府宣城縣進坊人，明朝政治人物。

## 生平
貢璧是元朝官員貢師泰的後裔，景泰四年（1453年）癸酉科應天鄉試舉人，入國子監讀書，成化二年（1466年）授南京監察御史，他為人凝重沉毅，曾抗疏上言星變得明憲宗書寫其名在御屏上，後奉命巡視南直隸江防，其時流寇往往出自鹽徒，達官貴人多犯禁購買，他堅持法紀不寬貸，八年（1472年）陞浙江按察司僉事，在任內去世。

## 引用
1. 1 2  光緒《宣城縣志·卷十五·人物》：貢璧，字廷器，師泰裔，景泰中領鄉薦，擢監察御史，凝重沉毅，成化中抗疏言星變，憲宗特識其名於御屏，命巡視南畿江防，時江寇往往出鹽徒，中貴人多冒禁者，璧持法略不少貸，禔身廉節無異微時，遷浙江僉事卒。
2. ↑  光緒《宣城縣志·卷十三·選舉》：舉鄉 明……（景泰）癸酉 貢璧 府學，見宦業傳
3. ↑  《明憲宗純皇帝實錄·卷二十七》：（成化二年三月）癸亥授理刑進士曹卿、林璧、薛綱、金忠、余諒，監生戴琥、張俌、陳爕、貢璧、葉茂為南京監察御史。
4. ↑  《明憲宗純皇帝實錄·卷一百》：（成化八年正月） 壬戌陞監察御史左鈺，刑部員外郎蕭禎，南京監察御史貢璧、陳爕俱為按察司僉事，鈺陝西，禎湖廣，璧浙江，爕廣東。